# Atomyria
Atomyria is een geslacht van kevers uit de familie bladkevers (Chrysomelidae).
De wetenschappelijke naam van het geslacht werd in 1894 gepubliceerd door Jacobson.

## Soorten
- Atomyria sarafschanica Solski, 1882